# Popis ukrajinskih umjetnica
Ovo je popis umjetnica rođenih u Ukrajini ili čija su umjetnička djela usko povezana s tom zemljom.

## G
- Alla Gorska (1929. – 1970.)

## J
- Tetjana Jablonska (1917. – 2005.), slikarica

## M
- Ivanna Valerijivna Moskovka (rođena 1969.), slikarica

## P
- Marija Oksentijivna Primačenko (1908. – 1997.)

## S
- Galina Sevruk (1929. – 2022.)